# Cornelio Vernaza
Cornelio Escipión Vernaza Carbo (Daule, 1830—Guayaquil, 11 de marzo de 1898) fue un militar ecuatoriano con grado jerárquico de general.

## Biografía
Nació en Daule en la época de la Revolución Marcista, tal vez por eso le atrajo la vocación militar, así el 23 de febrero de 1840-cuando apenas tenía 10 años de edad- ingresa como cadete en el Colegio militar de Quito, llegando a ser coronel por propios méritos, tenía 30 años cuando al mando de general Francisco Robles se destacó en la Batalla de Guayaquil defendiendola hasta que las fuerzas de los generales Juan José Flores y de Gabriel García Moreno, que se proclamó Jefe Supremo en Quito, los derrotaron junto con Guillermo Franco Herrera, entonces se exilió el 24 de septiembre de 1860.
Su destierro se extendió durante largos 16 años, y sólo pudo retornar al Ecuador después del asesinato de García Moreno, perpetrado el 6 de agosto de 1875. Volvería  el 5 de febrero de 1876, y el 8 de septiembre, cuando estalló en Guayaquil la revolución en contra del gobierno del Dr. Antonio Borrero, iniciando su actuación y obteniendo una impresionante triunfo militar en el combate de Los Molinos, que complementando el triunfo de Galte puso fin al gobierno del Dr. Borrero.

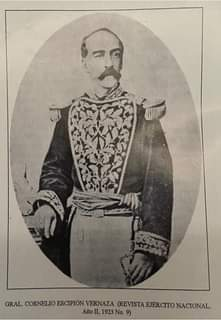
Cornelio Vernaza Carbo general ecuatoriano

Inmediatamente Veintemilla lo ascendió al grado de General, que le fue confirmado el 16 de junio de 1877 por la Convención Nacional que se reunió en Ambato.

## Una nueva guerra civil
El 26 de marzo de 1882, en circunstancias en que Veintemilla se encontraba en Guayaquil luchando contra las fuerzas de Alfaro, trato de sublevar a sus fuerzas que se encontraban en Quito pero siendo recriminado y castigado por la «La Generalita» Marieta de Veintemilla, tuvo que huir de nuevo, pero con el triunfo de Alfaro regresó al país, estalla en Guayaquil la Revolución Liberal del 5 de junio de 1895. Dos meses más tarde, el 6 de agosto obtuvo un triunfo en la Batalla de Chimbo, cuando las tropas a su mando derrotaron a las del Crnel. Manuel J. Castillo, que al mando del batallón Babahoyo trataba de mantener en el poder al Dr. Vicente Lucio Salazar. El 14 de agosto -junto al Gral. Alfaro- intervino de manera destacada y determinante en la Batalla de Gatazo, logrando que Alfaro llegue al poder.

## Últimos días y muerte
Organizado el gobierno liberal y en reconocimiento a sus servicios, el general Alfaro lo nombró Ministro de Guerra, y como tal se encargó de estructurar y reorganizar al ejército; pero más tarde, por alguna razón sólo conocida por el propio Alfaro y guardada muy celosamente por él, lo destituyó del cargo y su nombre fue borrado del escalafón militar, muriendo en Guayaquil el 11 de marzo de 1898.